# Live In The Lou/Bassassins
Live In The Lou/Bassassins е първият концертен албум на американската рок група Story Of The Year, който е излиза на 10 май 2005 година.

## Песни
1. And The Hero Will Drown 3:13
2. Divide And Conquer 3:04
3. Dive Right In 3:15
4. Anthem Of Our Dying Day 3:37
5. Page Avenue 3:37
6. Falling Down (Дует с Мат Шелтън) 2:40
7. Burning Years 3:07
8. The Heart Of Polka Is Still Beating 3:45
9. Sidewalks 3:34
10. Swallow The Knife (Instrumental) 3:36
11. Until The Day I Die 3:55
12. In The Shadows 3:28

## Членове На Групата
- Дан Марсала – Вокалист
- Райън Филипс – Соло Китара
- Филип Снийд – Китари
- Адам Русел – Бас Китара
- Джош Уилс – Барабан

## Продажби
Американски Продажби:50 000 (Златен Като Longform Видео)